# Cyathea cooperi
Cyathea cooperi är en ormbunkeart som först beskrevs av F. Muell., och fick sitt nu gällande namn av Karel Domin. Cyathea cooperi ingår i släktet Cyathea och familjen Cyatheaceae. Inga underarter finns listade.

## Bildgalleri

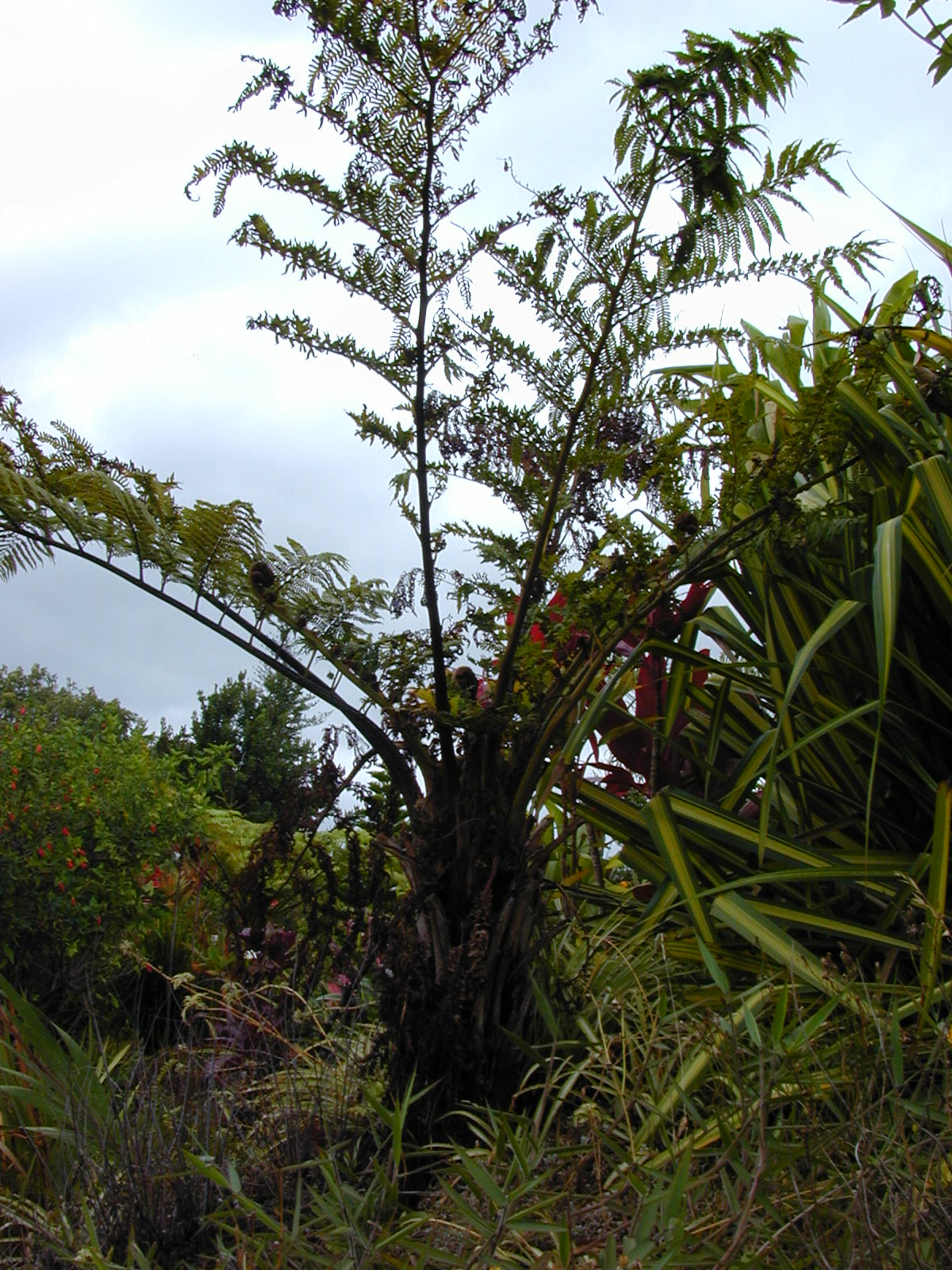
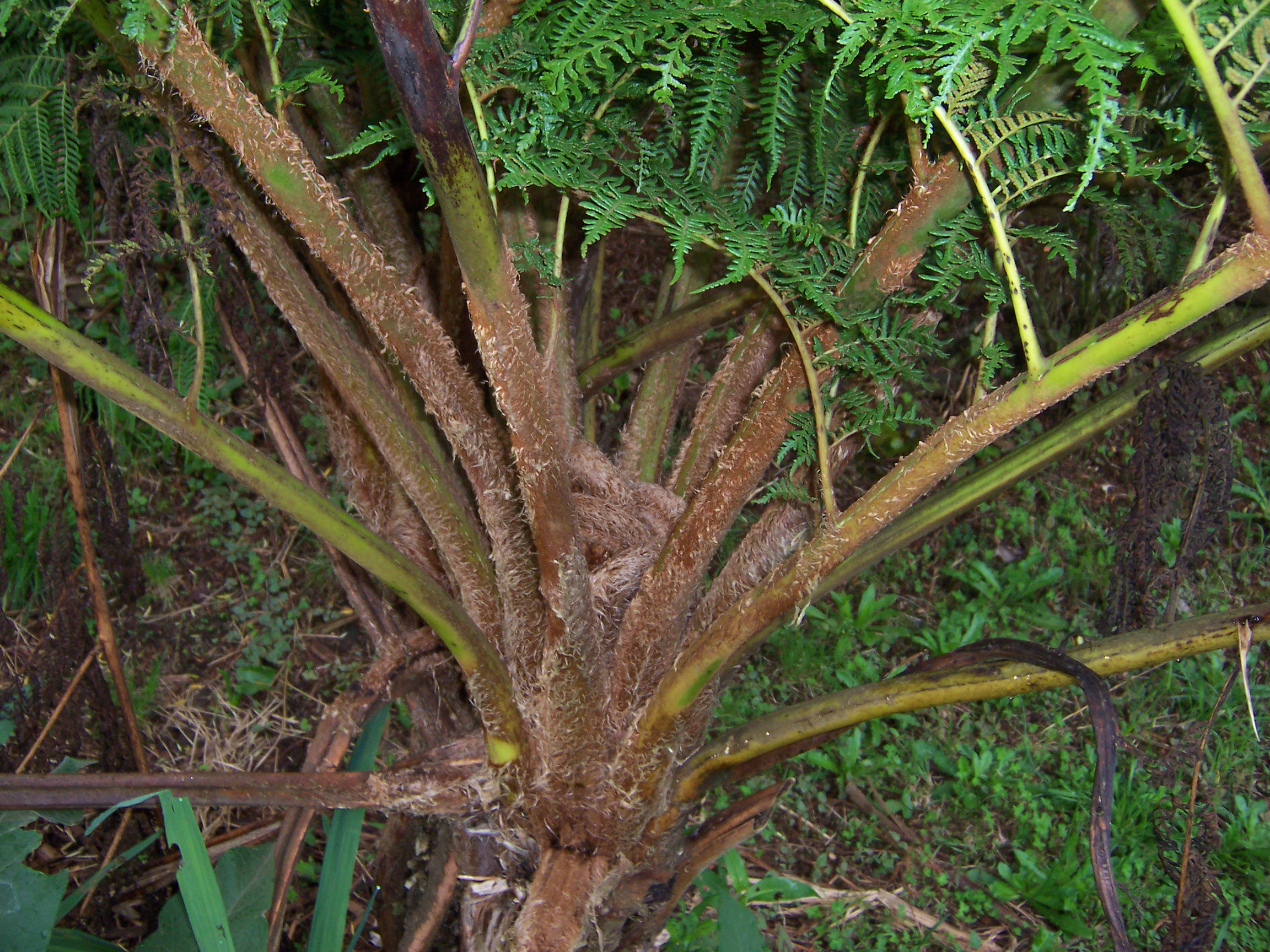
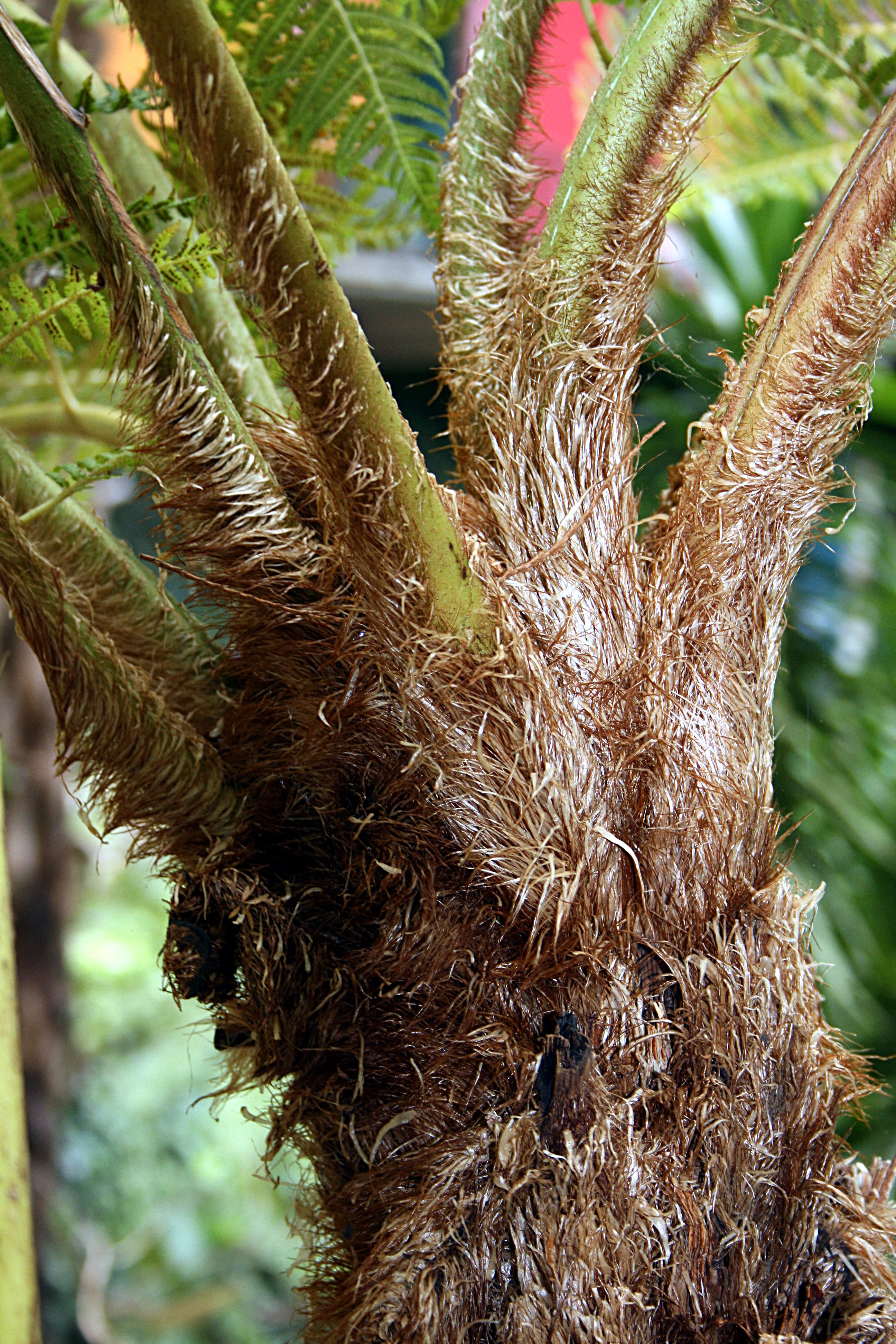
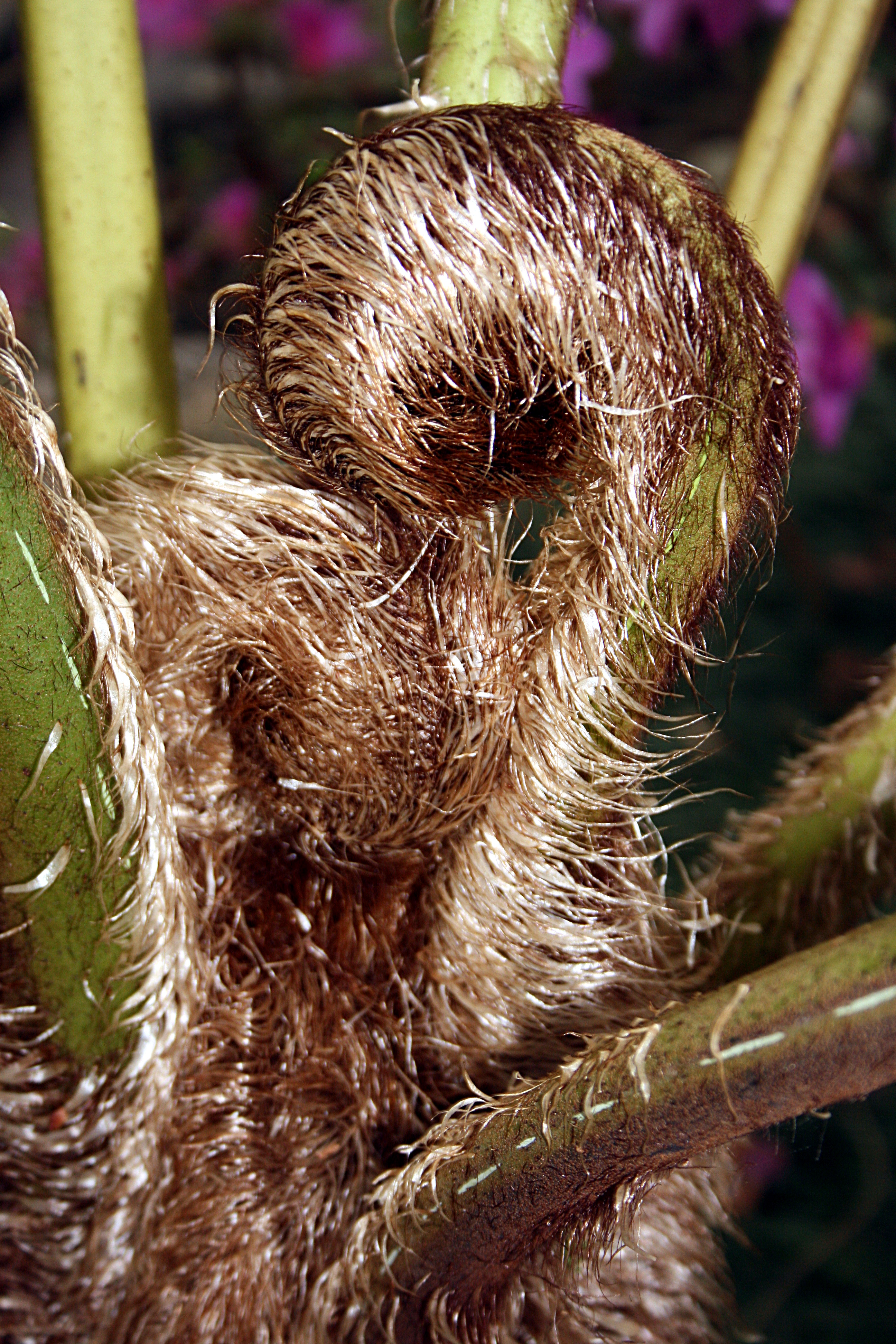
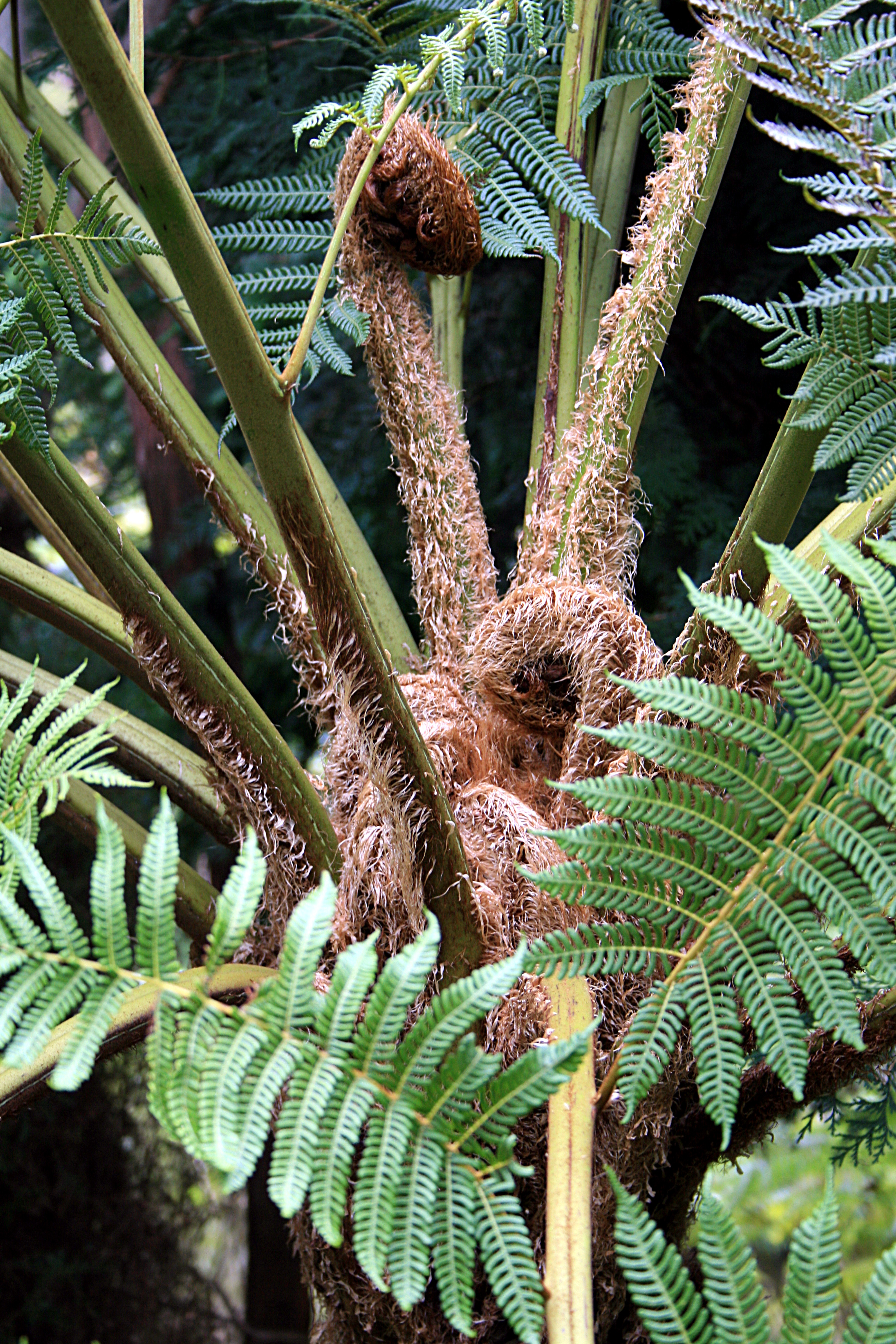
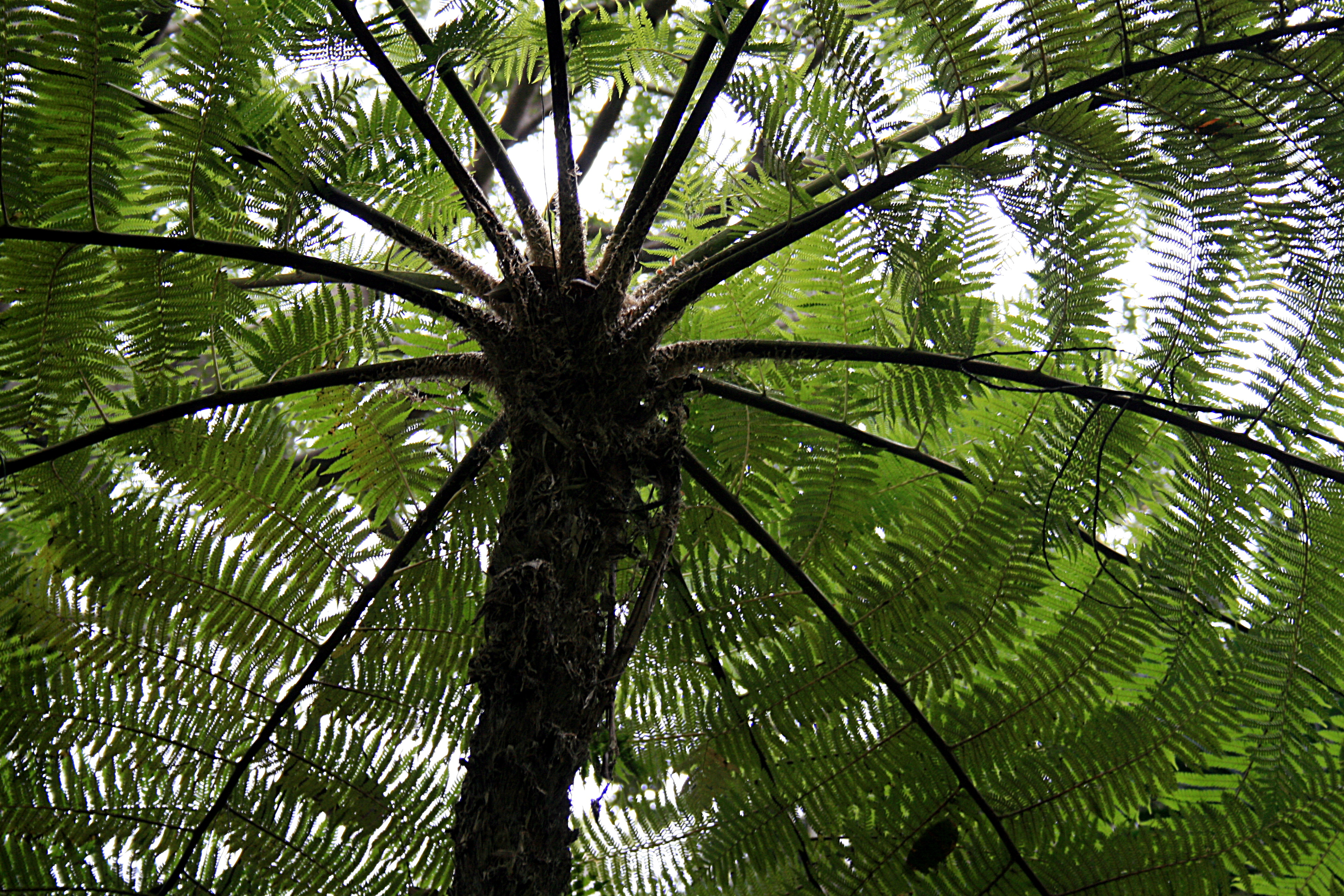
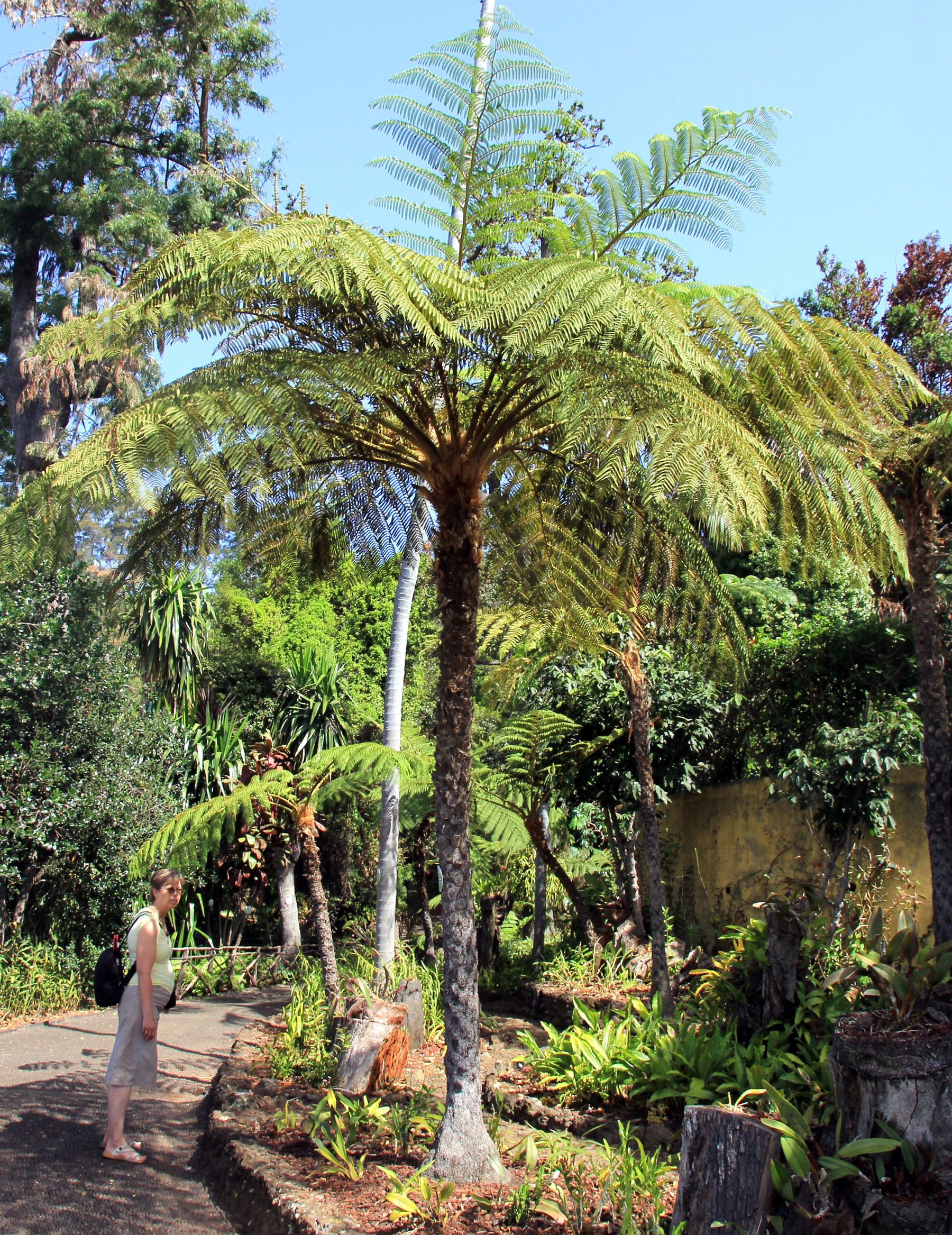